# Park Ryb Słodkowodnych w Trzciance
Park Ryb Słodkowodnych – park tematyczny zlokalizowany przy oddanej do użytku w 2013 drodze rowerowej przy wschodnim brzegu jeziora Sarcz w Trzciance.
Pierwszy etap budowy parku zakończył się 31 grudnia 2013. Projekt jest realizowany w ramach działania – Wody Pełne Ryb wdrażanego przez Nadnotecką Grupę Rybacką. Obiekt wykonano celem zwiększenia atrakcyjności turystycznej gminy, a także jako park edukacyjny. Ma na celu rozpowszechnienie wiedzy i informacji na temat ryb, ich środowiska naturalnego, sposobów odżywiania, ze szczególnym uwzględnieniem gatunków ryb występujących lokalnie. Osią założenia jest grupa modeli ryb słodkowodnych wykonana w powiększeniu z tworzyw sztucznych. Cechuje je precyzja wykonania i wierność oryginałom. Modele umożliwiają poznanie budowy anatomicznej poszczególnych gatunków (karp, pstrąg tęczowy, szczupak pospolity, okoń pospolity, jesiotr). Każdy z modeli posiada tablicę opisową. Oprócz tego zamontowano piętnaście tablic edukacyjnych dotyczących zagadnień ichtiologicznych. Park jest integralnym elementem wypoczynkowej części Trzcianki (przy drodze nr 178), zlokalizowanej nad jeziorem Sarcz (plaża, gastronomia, parkingi, ścieżki piesze i rowerowe). Przedsięwzięcie było dofinansowane przez Unię Europejską w ramach Europejskiego Funduszu Rybackiego. Liczba modeli ryb będzie stopniowo zwiększana (po otwarciu parku było ich pięć).